# Cebrennus
Cebrennus is een geslacht van spinnen uit de  familie van de Sparassidae (jachtkrabspinnen).

## Soorten
- Cebrennus aethiopicus Simon, 1880
- Cebrennus castaneitarsis Simon, 1880
- Cebrennus concolor (Denis, 1947)
- Cebrennus cultrifer Fage, 1921
- Cebrennus intermedius Jäger, 2000
- Cebrennus kochi (O. P.-Cambridge, 1872)
- Cebrennus logunovi Jäger, 2000
- Cebrennus mayri Jäger, 2000
- Cebrennus powelli Fage, 1921
- Cebrennus rechenbergi Jäger, 2014
- Cebrennus rungsi Jäger, 2000
- Cebrennus tunetanus Simon, 1885
- Cebrennus villosus (Jézéquel & Junqua, 1966)
- Cebrennus wagae (Simon, 1874)